# Silberbach (Selb)
Silberbach ist ein Gemeindeteil der Großen Kreisstadt Selb im Landkreis Wunsiedel im Fichtelgebirge (Oberfranken, Bayern).
Das Dorf Silberbach liegt an der Staatsstraße 2178, die Selb mit Hohenberg an der Eger verbindet und im  Selber Forst westlich des Hengstberges.
Der Ort wurde um 1550 unter dem Markgrafen Albrecht Alcibiades aufgrund von Bergwerksaktivitäten am Silberbach gegründet. Die Vorkommen waren allerdings wenig ergiebig.
Silberbach bildete bis Ende 1977 zusammen u. a. mit dem Nachbarort Wellerthal eine Gemeinde. Im Ort befindet sich die Steingruppe Kimme und Korn. Baudenkmal ist ein Eisenschmelzofen in der Waldabteilung Egerrangen.